# Österreichische Vorentscheidung zum Eurovision Song Contest 1962
Der Österreichische Vorentscheidung zum Eurovision Song Contest 1962 fand im Rahmen der Fernsehsendung Der bunte Schirm statt. Moderiert wurde die Sendung von Maxi Böhm & Martha Hauser.

## Format
Eine Jury bestimmte den Sieger, wobei nur die ersten beiden Plätze bekanntgegeben wurden.
Vom Vorentscheid selbst ist nur wenig Material erhalten, einzige der Auftritt von Peter Heinz Kersten ist noch erhalten.

## Ergebnis
| Platz  | Startnr. | Interpret           | Lied                                  | Stimmen |
| ------ | -------- | ------------------- | ------------------------------------- | ------- |
| 01.    | 5        | Eleonore Schwarz    | Nur in der Wiener Luft                | 52      |
| 02.    | 3        | Erni Bieler         | In Wien ist ein jeder sofort verliebt | 41      |
| 03.–5. | 1        | Peter Heinz Kersten | Das kleine Café in der Praterallee    | k. A.   |
| 03.–5. | 2        | Cora Verena         | Von Wien erzählen die Lieder          | k. A.   |
| 03.–5. | 4        | Helmut Wallner      | Wie ein Geheimnis ist Wiener Musik    | k. A.   |